# Hiệp hội Phê bình Phim Phát sóng
BFCA là tên viết tắt của tiếng Anh: Broadcast Film Critics Association (Hiệp hội Phê bình Phim Phát sóng), một hiệp hội gồm các nhà phê bình phim lớn nhất ở Hoa Kỳ và Canada, đại diện cho 199 đài truyền hình, đài phát thanh và các nhà phê bình phim trực tuyến (online).
Hiệp hội được Joey Berlin và Rod Lurie thành lập năm 1995. Hàng năm Hiệp hội trao các giải thưởng cho các thành tựu trong ngành điện ảnh. Giải này cũng thường được gọi là Giải chọn lựa của các nhà phê bình phim (Critics' Choice Awards).

## Danh sách các giải thưởng
- Phim hay nhất (1995–)
- Phim hài hay nhất (2005–)
- Phim ngoại ngữ hay nhất (1995–)
- Phim tài liệu hay nhất
- Phim hoạt hình hay nhất (1998–)
- Phim gia đình hay nhất (1997–)
- Phim truyền hình hay nhất
- Nam diễn viên chính xuất sắc nhất (1995–)
- Nữ diễn viên chính xuất sắc nhất (1995–)
- Nam diễn viên phụ xuất sắc nhất (1995–)
- Nữ diễn viên phụ xuất sắc nhất (1995–)
- Diễn viên trẻ xuất sắc nhất (1995–)
- Toàn bộ vai diễn xuất sắc nhất (2001–)
- Đạo diễn xuất sắc nhất (1995–)
- Người viết kịch bản hay nhất (2002–)
- Người sáng tác nhạc phim hay nhất (1998–)
- Ca khúc trong phim hay nhất (1998–)

## Phim hay trong tháng

### 2002
- Tháng 1: La stanza del figlio (The Son's Room) ()
- Tháng 2: Last Orders
- Tháng 3: E.T. the Extra-Terrestrial: The 20th Anniversary
- Tháng 4: Nueve reinas (Nine Queens) ()
- Tháng 5: Insomnia
- Tháng 6: Nuovo Cinema Paradiso (Cinema Paradiso): Director's Cut ()
- Tháng 7: Road to Perdition
- Tháng 8: One Hour Photo
- Tháng 9: Moonlight Mile
- Tháng 10: Bowling for Columbine
- Tháng 11: Hable con ella (Talk to Her) ()
- Tháng 12: Chicago *Giải Oscar cho phim hay nhất*

### 2003
- Tháng 1: Cidade de Deus (City of God) ()
- Tháng 2: Spider
- Tháng 3: Bend It Like Beckham ()
- Tháng 4: A Mighty Wind
- Tháng 5: Finding Nemo
- Tháng 6: Whale Rider
- Tháng 7: Pirates of the Caribbean: The Curse of the Black Pearl
- Tháng 8: The Magdalene Sisters ()
- Tháng 9: The Station Agent
- Tháng 10: Alien
- Tháng 11: In America ()
- Tháng 12: The Lord of the Rings: The Return of the King *Giải Oscar cho phim hay nhất*

### 2004
- Tháng 1: Osama ()
- Tháng 2: Good Bye, Lenin! ()
- Tháng 3: Eternal Sunshine of the Spotless Mind
- Tháng 4: Kill Bill: Vol. 2
- Tháng 5: Shrek 2
- Tháng 6: Spider-Man 2
- Tháng 7: Maria, llena de gracia (Maria Full of Grace) (/)
- Tháng 8: Ying xiong (Hero) ()
- Tháng 9: Diarios de motocicleta (The Motorcycle Diaries) (/)
- Tháng 10: Sideways
- Tháng 11: Finding Neverland
- Tháng 12: Hotel Rwanda

### 2005
- Tháng 1: Les choristes (The Chorus) ()
- Tháng 2: Inside Deep Throat
- Tháng 3: The Upside of Anger
- Tháng 4: Sin City
- Tháng 5: Crash *Giải Oscar cho phim hay nhất*
- Tháng 6: Cinderella Man
- Tháng 7: Murderball
- Tháng 8: The Constant Gardener
- Tháng 9: A History of Violence
- Tháng 10: Good Night, and Good Luck.
- Tháng 11: Walk the Line
- Tháng 12: Brokeback Mountain

### 2006
- Tháng 1: Roving Mars
- Tháng 2: Tsotsi ()
- Tháng 3: V for Vendetta
- Tháng 4: United 93
- Tháng 5: Over the Hedge
- Tháng 6: no information
- Tháng 7: Little Miss Sunshine
- Tháng 8: World Trade Center
- Tháng 9: Little Children
- Tháng 10: Flags of Our Fathers
- Thaág 11: Borat!
- Tháng 12: Iwo Jima kara no tegami (Letters from Iwo Jima)

### 2007
- Tháng 1: Miss Potter
- Tháng 2: Das Leben der Anderen (The Lives of Others) ()
- Tháng 3: The Wind That Shakes the Barley ()
- Tháng 4: Grindhouse
- Tháng 5: Once ()
- Tháng 6: Sicko
- Tháng 7: Hairspray
- Tháng 8: The Bourne Ultimatum
- Tháng 9: Eastern Promises & In the Shadow of the Moon ()
- Tháng 10: Michael Clayton
- Tháng 11: No Country for Old Men
- Tháng 12: Juno

### 2008
- Tháng 1: Cloverfield
- Tháng 2: The Counterfeiters (Die Fälscher) (/)
- Tháng 3: Horton Hears a Who!